# 今仙電機製作所
株式会社今仙電機製作所（いませんでんきせいさくしょ、英: Imasen Electric Industrial Co., Ltd.）は、愛知県犬山市に本社を置く独立系自動車部品メーカー。
自動車部品を基盤に多角的な製品開発を推進し、医療機械器具や、航空機にも部品を供給している。

## 沿革
- 1921年　前身となる「今井自転車店」の開業
- 1932年（昭和7年）会社設立前、創業者の今井仙三郎らが自動車用電気式警音器（ナイトホーン）の国産化に成功[2]。
- 1939年（昭和14年）2月1日 - 株式会社今仙電機製作所として設立[広報 1]。
- 1947年（昭和22年）2月 - 犬山工場を建設
- 1954年（昭和29年）6月 - 自動車用ランプの生産開始
- 1955年（昭和30年）3月 - 自動車用リレーの生産開始
- 1958年（昭和33年）6月 - 自動車用ウインドレギュレータの生産開始
- 1960年（昭和35年）11月 - 水島工場を建設
- 1962年（昭和37年）
  - 9月 - 今仙工業株式会社を設立（株式会社ナイトビームに商号変更）
  - 11月 - 水島工場を分離独立させ、子会社・水島電装株式会社を設立（のちにナイト電装株式会社に商号変更）
- 1963年（昭和38年）12月 - 名古屋工場を建設
- 1965年（昭和40年）11月 - 自動車用リクライニングアジャスタの生産開始
- 1966年（昭和41年）11月 - 自動車用スライドアジャスタの生産開始
- 1967年（昭和42年）6月 - 子会社・東洋航空電子株式会社設立（現・連結子会社）
- 1968年（昭和43年）9月 - 海外子会社・今仙電機股份有限公司設立（現・連結子会社）
- 1970年（昭和45年）6月 - 株式会社ナイト設立（のちにナイト精機株式会社に商号変更）
- 1971年（昭和46年）8月 - 広島工場を建設
- 1979年（昭和54年）
  - 9月 - 本社を愛知県犬山市に移転
  - 11月 - 子会社の東洋航空電子株式会社が株式会社岐阜東航電設立（現・連結子会社）

- 1982年（昭和57年）1月 - 子会社であったナイト精機を吸収合併（現・可児工場）[広報 1]
- 1993年（平成5年）10月 - 子会社であったナイト電装を吸収合併（現・岡山工場）[広報 1]
- 1996年（平成8年）12月 - 日本証券業協会に株式を店頭登録[広報 1]
- 1997年（平成9年）8月 - ISO 9001認証を取得
- 1999年（平成11年）10月 - QS-9000認証を取得
- 2001年（平成13年）9月 - 名古屋証券取引所市場第二部に株式を上場[広報 1]
- 2002年（平成14年）
  - 12月 - ISO 14001を取得
  - 9月 - 名古屋証券取引所市場第一部に指定替え[広報 1]
- 2003年（平成15年）2月 - 東京証券取引所市場第一部に株式を上場[広報 1]
- 2004年（平成16年）
  - 1月 - ISO/TS16949を取得。
  - 4月 - 子会社であった株式会社ナイトビームを吸収合併（現・春里工場）[広報 1]
- 2007年（平成19年）
  - 4月 - 株式会社九州イマセン設立[広報 1]
  - 6月 - 岐阜工場稼動開始
  - 11月 - インドにイマセン マニュファクチュアリング インディア プライベートリミテッドを設立[広報 1]
- 2010年（平成22年）9月 - アメリカ・テネシー州にイマセン ビュサイラス テクノロジー インク テネシー工場を設置。
- 2011年（平成23年）
  - 3月 - 中国に武漢今仙電機有限公司を設立[広報 1]
  - 10月 - 中国・武漢今仙電機有限公司に襄陽工場を設立
  - 11月 - 株式会社シーマイクロを完全子会社化[広報 1]
- 2012年（平成24年）7月 - メキシコにイマセン メキシコ テクノロジー エス・エー デ シー・ブイを設立[広報 1]
- 2013年（平成25年）10月1日 - 子会社の名北三菱自動車販売株式会社が、三菱自動車工業のディーラー事業を中部三菱自動車販売株式会社（現・西日本三菱自動車販売）に譲渡[広報 2][広報 3]。同社は名北自動車株式会社に商号変更し、2014年（平成26年）4月に清算。
- 2014年（平成28年）8月 - インドネシアにピーティー・イマセン　パーツ　インドネシアを設立[広報 1]
- 2015年（平成27年）
  - 4月 - 愛知県犬山市にIMASENグローバル開発・研修センターを設立[広報 1]
  - 6月1日 - ドイツ・フランクフルト市にドイツ支店を設立[広報 1]
- 2017年（平成29年）6月1日 - 無動力の歩行支援器「aLQ（アルク）」を発売[3]
- 2020年（令和2年）
  - 11月9日 - ホンダ系自動車シートメーカーのテイ・エス テックと資本業務提携を締結[4]
  - 12月 - テイ・エス テックが株式公開買付け（TOB）および第三者割当増資引受により、議決権所有割合ベースで34.74%の株式を取得。同社の持分法適用関連会社になる[広報 4]
- 2023年（令和5年）10月 - 東京証券取引所における市場区分をプライム市場からスタンダード市場へ変更[広報 5]

## 主な製品
- シートアジャスタ
- ウィンドレギュレータ
- 電子・リレー
- ランプ
- ホーン
- 電動車いす

## 事業所
- 本社（愛知県犬山市）
- 工場
  - 名古屋工場（愛知県犬山市）
  - 広島工場（広島県東広島市）
  - 可児工場（岐阜県可児市）
  - 岡山工場（岡山県倉敷市）
  - 八百津工場（岐阜県加茂郡八百津町）
  - 春里工場（岐阜県可児市）
  - 岐阜工場（岐阜県加茂郡八百津町）
- 営業所
  - 横浜営業所（神奈川県横浜市）
  - 広島支店（広島県東広島市）
  - 栃木支店（栃木県芳賀郡芳賀町）
  - 水島連絡所（岡山県倉敷市）
  - IMASENグローバル開発・研修センター（愛知県犬山市）

かつて存在した事業所
- 白川工場（岐阜県加茂郡白川町）　2002年に閉鎖
- 東京支店（東京都中野区）2023年9月8日に閉鎖
- ドイツ支店（ドイツ連邦共和国フランクフルト・アム・マイン）2024年5月13日に閉鎖

## 関連会社
- 東洋航空電子株式会社（愛知県犬山市）
- 株式会社岐阜東航電（岐阜県美濃加茂市）
- 株式会社今仙技術研究所（岐阜県各務原市）
- 株式会社シーマイクロ（香川県高松市）
- 今仙電機股分有限公司（台湾）
- イマセン フィリピン マニュファクチュアリング コーポレーション（フィリピン共和国）
- イマセン ビュサイラス テクノロジー インク（アメリカ合衆国）
- 広州今仙電機有限公司（中華人民共和国）
- 武漢今仙電機有限公司（中華人民共和国）
- イマセン マニュファクチュアリング（タイランド）カンパニー リミテッド（タイ王国）
- イマセン マニュファクチュアリング インディア プライベート リミテッド（インド）
- イマセン メキシコ テクノロジー エス エー デ シー ブイ（メキシコ合衆国）
- ピーティー・イマセン パーツ インドネシア（インドネシア共和国）

かつて存在した関連会社
- 株式会社九州イマセン（福岡県北九州市）2021年3月31日に解散
- イマセン ビュサイラス テクノロジー インク テネシー工場（アメリカ合衆国）2025年7月に閉鎖予定

#### 広報資料・プレスリリースなど一次資料
1. 1 2 3 4 5 6 7 8 9 10 11 12 13 14 15 16 17 18 19 20 21 22 23 24  “有価証券報告書－第83期(平成31年4月1日－令和2年3月31日)”.  EDINET. 2020年11月14日閲覧。
2. ↑  “子会社における会社分割（吸収分割）による事業譲渡に関するお知らせ” (PDF).   株式会社今仙電機製作所 (2013年7月25日). 2013年7月25日閲覧。
3. ↑  “子会社の解散および清算に関するお知らせ” (PDF).   株式会社今仙電機製作所 (2013年8月29日). 2013年8月29日閲覧。
4. ↑  “テイ・エス テックによる当社株券に対する公開買付けに関する結果、第三者割当による新株式発行に係る経過並びに主要株主である筆頭株主及びその他の関係会社の異動に関するお知らせ”.   株式会社今仙電機製作所 (2020年12月9日). 2020年12月31日閲覧。
5. ↑  “プライム市場の上場維持基準への適合に向けた計画に基づく進捗状況（変更）及びスタンダード市場への選択申請及び適合状況について”.   株式会社今仙電機製作所 (2023年5月12日). 2023年6月2日閲覧。